# Emese Hunyady
Emese Hunyady (ur. 4 marca 1966 w Budapeszcie) – węgierska łyżwiarka szybka reprezentująca także Austrię, trzykrotna medalistka olimpijska, wielokrotna medalistka mistrzostw świata i Europy oraz zdobywczyni Pucharu Świata.

## Kariera
Emese Hunyady urodziła się w stolicy Węgier, Budapeszcie, i do 1985 roku reprezentowała barwy tego kraju. Jej pierwszym startem na międzynarodowej imprezie były wielobojowych mistrzostwach świata w Alkmaar w 1982 roku, gdzie zajęła 24. miejsce. Dwa lata później wystartowała na igrzyskach olimpijskich w Sarajewie, zajmując dziewiętnaste miejsce w biegu na 500 m i trzydzieste na dwukrotnie dłuższym dystansie. W 1985 roku wyjechała do Austrii i dzięki małżeństwu z trenerem Thomasem Nemethem otrzymała obywatelstwo tego kraju. Pierwsze starty dla nowej ojczyzny zanotowała w 1986 roku, podczas mistrzostw Europy w wieloboju w Geithus, gdzie zajęła 25. miejsce. Dwa lata później wystąpiła na igrzyskach olimpijskich w Calgary, gdzie jej najlepszym wynikiem było czternaste miejsce w biegu na 3000 m. Pierwszy medal zdobyła na igrzyskach w Albertville w 1992 roku, plasując się na trzecim miejscu w biegu na 3000 m. W zawodach tych wyprzedziły ją jedynie dwie Niemki: Gunda Niemann oraz Heike Warnicke. Na tych samych igrzyskach była też między innymi siódma na dystansie 1500 m i dziesiąta na 1000 m. W 1992 roku zdobyła ponadto srebrne medale podczas mistrzostw Europy w Heerenveen i mistrzostw świata w Heerenveen. Na obu tych imprezach lepsza okazała się jedynie Gunda Niemann.
Kolejne dwa medale zdobyła w 1993 roku, zwyciężając na mistrzostwach świata w Butte i zajmując trzecie miejsce na mistrzostwach Europy w Heerenveen. Najlepsze wyniki osiągnęła w 1994 roku. W styczniu zdobyła brązowy medal na mistrzostwach Europy w Hamar, przegrywając z Gundą Niemann i Rosjanką Swietłaną Bażanową. Na początku lutego zwyciężyła na wielobojowych mistrzostwach świata w Butte, wyprzedzając Niemkę Ulrike Adeberg i Rumunkę Mihaelę Dascălu. Następnie wystąpiła na igrzyskach olimpijskich w Lillehammer, gdzie była najlepsza na dystansie 1500 m. Cztery dni wcześniej wywalczyła też srebrny medal w dwukrotnie krótszym biegu, rozdzielając Swietłanę Bażanową i Claudię Pechstein z Niemiec.
W 1996 roku wystartowała na dystansowych mistrzostwach świata w Hamar w 1996 roku, zdobywając brązowy medal w biegu na 1000 m. Na podium przed nią stanęły tylko Annamarie Thomas z Holandii i Amerykanka Chris Witty. Nie przywiozła medalu z igrzysk olimpijskich w nagano w 1998 roku, jednak trzykrotnie plasowała się w czołowej dziesiątce. Najlepiej wypadła na dystansie 1500 m, kończąc rywalizację na czwartej pozycji. Walkę o medal przegrała wtedy z Chris Witty. Była ponadto piąta na 3000 m i ósma na 5000 m. Rok później, podczas dystansowych mistrzostw świata w Heerenveen była najlepsza na 1500 m, wyprzedzając Gundę Niemann-Stirnemann i Holenderkę Tonny de Jong. Na tym samym dystansie wywalczyła swój ostatni medal, zajmując trzecie miejsce na mistrzostwach świata w Nagano w 2000 roku. W tym samym roku zajęła również czwarte miejsce na wielobojowych mistrzostwach świata w Milwaukee, przegrywając walkę o podium z Maki Tabatą z Japonii. Wzięła też udział w igrzyskach w Salt Lake City w 2002 roku, ale tylko raz znalazła się w pierwszej dziesiąte – bieg na 3000 m zakończyła na dziewiątej pozycji.
Wielokrotnie stawała na podium zawodów Pucharu Świata, odnosząc przy tym dwanaście zwycięstw. W sezonie 1993/1994 zwyciężyła w klasyfikacji końcowej 1500 m, w sezonach 1994/1995, 1990/1991, 1991/1992 i 1992/1993 była druga, a w sezonach 1989/1990 i 1997/1998 zajmowała trzecią pozycję. Ponadto w sezonach 1991/1992 i 1992/1993 była też druga w klasyfikacji końcowej 3000 m/5000 m.
W 1994 roku w Calgary ustanowiła rekord świata w wieloboju.
Obecnie mieszka w Szwajcarii ze swym mężem Timo Järvinenem i ich synem, Jasperem.

### Mistrzostwa świata
- Mistrzostwa świata w wieloboju
  - złoto – 1994
  - srebro – 1992, 1993